# Stanisław Libera
Stanisław Libera (ur. 7 września 1885 w Opalenicy, zm. 23 lutego 1954 w Poznaniu) – powstaniec wielkopolski, mistrz stolarski oraz działacz społeczny.

## Życiorys
Urodził się w rodzinie szewca Antoniego i matki Marianny z domu Kudlińskiej. Ukończył szkołę wydziałową w Opalenicy oraz rozpoczął naukę zawodu stolarskiego. Przeprowadził się do Berlina i działał w Związku Polaków w Niemczech. Po I wojnie światowej powrócił do Poznania i wziął udział w Powstaniu Wielkopolskim.
Założył własny zakład stolarski na Chwaliszewie w Poznaniu. Działał w środowisku rzemieślniczym - został wybrany Starszym Cechu Stolarzy w Poznaniu. W latach 1922–1939 był radnym Miasta Poznania. W latach 1925–1929 był sekretarzem Rady, a następnie w latach 1929–1933 zastępcą sekretarza. Działał w organizacjach społecznych, między innymi w: Towarzystwie Gimnastycznym „Sokół”, Związku Powstańców Wielkopolskich w Poznaniu oraz Bractwie Kurkowym. Pracował na rzecz rozwoju rzemiosła i przedsiębiorczości. Należał do Towarzystwa Młodych Przemysłowców, został wybrany wiceprezesem w 1937 roku. Był członkiem Stronnictwa Narodowego, od 1928 Prezesem Koła Poznań Stare Miasto. Na początku II wojny światowej współorganizował Straż Obywatelską w Poznaniu, pełnił funkcję komendanta komisariatów V i IX. Został aresztowany przez Niemców i więziony w następujących miejscach: przy ul. Młyńskiej, Forcie VII, Wronkach, KL Dachau oraz KL Buchenwald. W 1944 roku powrócił do Poznania, następnie ukrywał się w Warszawie i Ostrowcu. Po zakończeniu wojny pracował jako zaprzysiężony rzeczoznawca w Sądzie Okręgowym. Inwigilowany i zatrzymany przez Urząd Bezpieczeństwa Publicznego w 1950. Zmarł w 1954 i został pochowany na cmentarzu Miłostowo w Poznaniu.